# Mervyn Tuchet, 2. Earl of Castlehaven

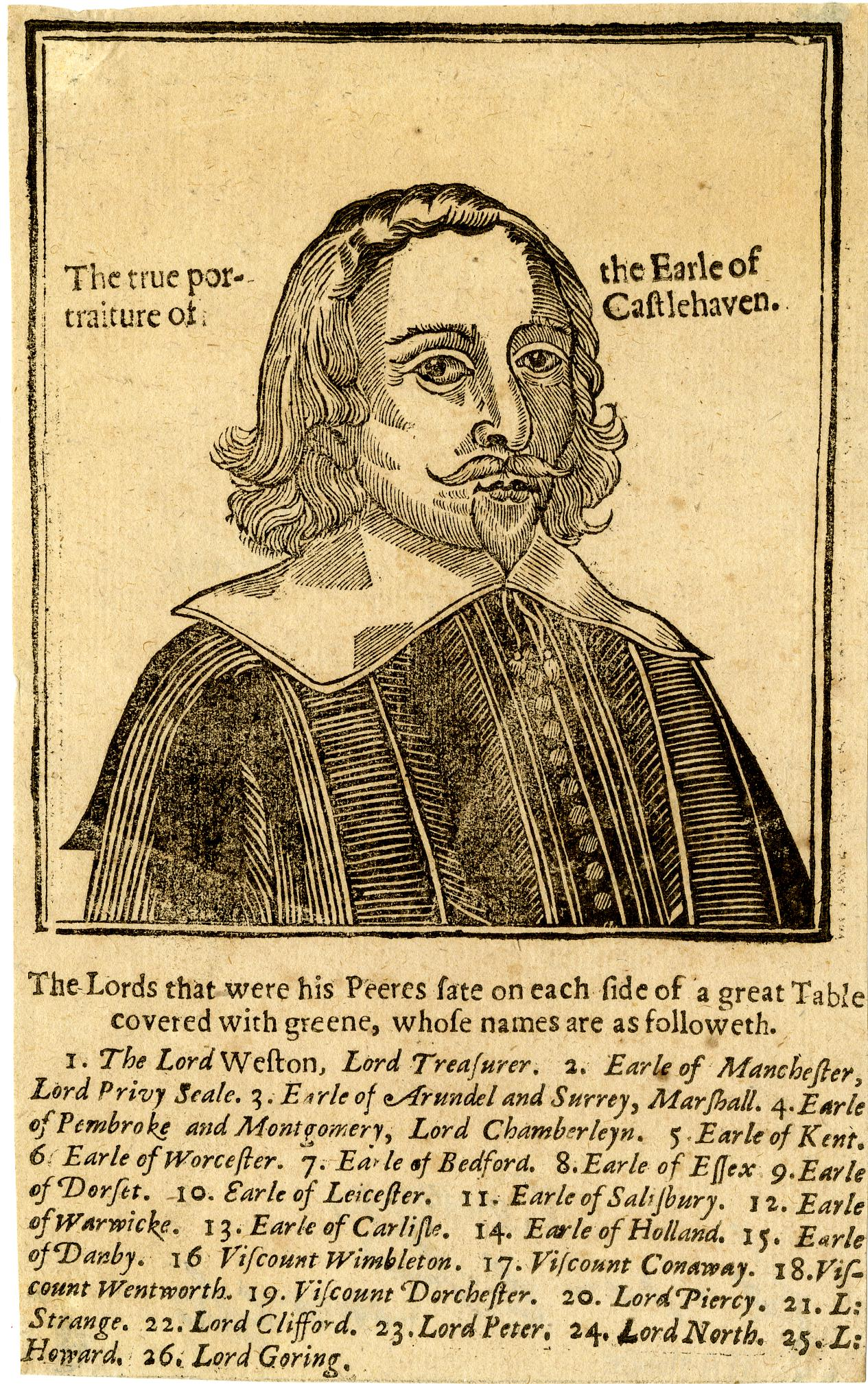
Mervyn Tuchet, 2. Earl of Castlehaven

Wappen des Mervyn Tuchet, 2. Earl of Castlehaven

Mervyn Tuchet, 2. Earl of Castlehaven (auch Mervin Touchet, * 1593; † 14. Mai 1631 in London) war ein englischer Peer und Politiker, der wegen Vergewaltigung und Unzucht zum Tode verurteilt und hingerichtet wurde.

## Leben
Mervyn Tuchet war der ältere Sohn von George Tuchet, 1. Earl of Castlehaven, aus dessen erster Ehe mit Lucy Mervyn. Am 30. März 1608 wurde er zum Knight Bachelor geschlagen. 1610 überließ ihm sein Vater einige seiner Ländereien in Irland. 1611 wurde er Mitglied des Irish Council und im selben Jahr begann er eine juristische Ausbildung am Middle Temple in London. Von 1614 bis 1626 fungierte er als Justice of the Peace für Dorset, Somerset und Wiltshire. 1614 wurde er als Knight of the Shire für Dorset ins englische House of Commons gewählt. Beim Tod seines Vaters erbte er am 20. Februar 1617 dessen Adelstitel als 2. Earl of Castlehaven, 12. Baron Audley, of Heleigh, und 2. Baron Audley, of Orier. Er wurde dadurch Mitglied sowohl des irischen als auch des englischen House of Lords.
Um 1608 heiratete er die reiche Erbin Elizabeth Barnham (1592–1622/4), älteste Tochter des Londoner Kaufmanns Benedict Barnham und Schwägerin des Philosophen und Wissenschaftlers Francis Bacon. Das Paar bekam sechs Kinder. In zweiter Ehe heiratete der Earl am 22. Juli 1624 in Harefield, Middlesex, erneut eine begüterte Frau, Lady Anne Stanley (1580–1647), Tochter des Ferdinando Stanley, 5. Earl of Derby, und Witwe des Grey Brydges, 5. Baron Chandos. Diese brachte eine Tochter, Elizabeth, mit in die Ehe, eine gemeinsame Tochter starb jung.
Castlehavens ältester Sohn James, der beim Tod seines Vaters 1631 die Earlswürde erbte, heiratete 1628 mit erst 16 Jahren seine 13-jährige Stiefschwester Elizabeth. Vermuteter Grund war, dass das Erbe in der Familie bleiben sollte.

## Prozess wegen Vergewaltigung und Unzucht
Aus den Prozessunterlagen gegen Tuchet geht hervor, dass mehrere Männer aus niederen Schichten (Giles Broadway, Henry Skipwith, Amptill, Florence oder Lawrence FitzPatrick) von dem homosexuell veranlagten Earl ins Haus genommen und fürstlich bezahlt wurden. Es soll zu Gruppensex und Missbrauch der Stieftochter gekommen sein. Zudem soll Tuchet versucht haben, Skipwith dazu zu bringen, seine Stieftochter zu schwängern, die zu diesem Zeitpunkt schon mit seinem Sohn James verheiratet war. Eine seiner Töchter verheiratete er mit Amptill. Skipwith wiederum hatte eine ehebrecherische Beziehung mit der Frau von Tuchet; sie soll sogar ein Kind von ihm bekommen haben, das verschwand, was Skipwith sehr übel genommen haben soll. Der Sohn James gab an, dass das Ausmaß von Tuchets Hörigkeit gegenüber seinen männlichen „Favoriten“ schließlich zu seiner Klage gegen den Vater im Oktober 1630 geführt habe. Die Anklage gegen Lord Castlehaven beruhte hauptsächlich auf den Angaben des Sohnes, der offensichtlich befürchtete, enterbt zu werden, und wurde vor dem Privy Council unter dem Vorsitz von  Thomas Coventry, 1. Baron Coventry, Lord High Steward, verhandelt.
Die konkreten Anschuldigungen lauteten, Castlehaven habe eine homosexuelle Beziehung zu einem Pagen namens Lawrence Fitzpatrick gehabt und zudem seine Frau festgehalten, damit Giles Broadway sie vergewaltigen könne. Die Ehefrau von Lord Castlehaven beschrieb verschiedene sexuelle Ausschweifungen wie Gruppensex und Missbrauch der Tochter. Der offizielle Ankläger erklärte dem Gericht, dass der Earl krank geworden sei, weil er nicht an Gott glaube und diese Ungläubigkeit ihn gefährlich gemacht habe. Der Earl wiederum beteuerte seine Unschuld; seine Frau und sein Sohn hätten sich gegen ihn verschworen. Er bestritt nicht, homosexuell zu sein und verteidigte seine Liebe zu Skipwith mit Hilfe von Zitaten aus der Bibel. Zudem habe er nur Schenkelverkehr gehabt. Lawrence FitzPatrick sagte im Laufe des Prozesses, Anne, die Countess of Castlehaven, sei die „bösartigste Frau der Welt“. In der Tat profitierten alle Zeugen, die gegen Tuchet aussagten, finanziell von seinem Tod.
Der Prozess gegen Castlehaven rief eine große öffentliche Debatte hervor, Zeugen wurden beeinflusst, und Castlehaven, dem kein Anwalt zugestanden wurde, blieb bis zum Urteil dabei, dass er unschuldig sei. Er wurde geächtet, zum Tode verurteilt und drei Wochen später, am 14. Mai 1631, auf dem Tower Hill enthauptet. Ebenfalls hingerichtet wurden der Page FitzPatrick wegen homosexueller Praktiken sowie Giles Broadway wegen Vergewaltigung; sie wurden gehängt. Mit der Ächtung war sein englischer Titel Baron Audley, of Heleigh, verwirkt, seine irischen Titel Earl of Castlehaven und Baron Audley, of Orier, fielen mit seinem Tod an seinen ältesten Sohn.

## Rezeption
In der Literatur findet sich die Meinung, dass der Tod des Earls eine Folge von Intrigen der Countess gewesen sei und sie selbst außereheliche Beziehungen gehabt habe.
Die Historikerin Cynthia Herrup, die die Prozessakten sowie viele weitere Dokumente auswertete, vertritt die Ansicht, Castlehaven sei hauptsächlich deshalb hingerichtet worden, weil er katholisch gewesen sei und mit den Iren sympathisiert habe. Außerdem habe er das patriarchalische System verraten, wonach er sein Haus und seine Familie „in Ordnung“ zu halten habe. Rictor Norton, Historiker schwuler Geschichte, beschreibt den Fall Tuchet als „reichhaltige Mischung aus Sexualskandal, Familienschande, Habsucht, religiöser und nationaler Vorurteile, Empörung und Drama“. Er kritisiert Herrup, weil sie den Fall aus feministischer Sicht und die beiden Frauen allein als Opfer darstelle.

## Kinder
Aus seiner ersten Ehe mit Elizabeth Barnham hatte er sechs Kinder:
- James Tuchet, 3. Earl of Castlehaven (1612–1684) ⚭ Hon. Elizabeth Brydges (1615–1679);
- Lady Frances Touchet (* 1617) ⚭ Hon. Richard Butler, Gutsherr von Kilcash im County Tipperary, Bruder des James Butler, 1. Duke of Ormonde;
- Hon. George Anselm Touchet († um 1689), Benediktinermönch;
- Mervyn Tuchet, 4. Earl of Castlehaven († 1686);
- Lady Lucy Tuchet († 1662) ⚭ (1) John Anketel, Gutsherr von Compton in Wiltshire und Newmarket im County Cork, ⚭ (2) Colonel Gerald FitzMaurice († 1632), zweiter Sohn des Patrick FitzMaurice, 15. Baron of Kerry and Lixnaw;
- Lady Dorothy Tuchet († 1635) ⚭ Edmund Butler, 4. Viscount Mountgarret.

Mit seiner zweiten Gattin, Lady Anne Stanley, hatte er eine Tochter, Lady Anne Tuchet, die jung starb.